# Капелле, Ян ван де
Ян ван де Капелле, или Иоганн ван дер Капелле (нидерл. Jan van de Cappelle, Johannes  van der Capelle; крещён 25 января 1626, Амстердам — 22 декабря 1679, Амстердам) — голландский живописец-пейзажист, а также торговец произведениями искусства. Он был одним из самых выдающихся голландских маринистов Золотого века голландскoй живописи.

## Биография
Ян был сыном Франсуа ван дер Капелле (1594—1674), торговца тканями и красильщика тканей, который женился на женщине из Роттердама в 1622 году. В семье было девять детей, один из которых был крещён в валлонской церкви, что указывает на возможное французское происхождение семьи. Об образовании Яна известно немного. По данным Гербранда Янса ван ден Экхаута в «Книге друзей» (Liber Amicorum), Ян ван де Капелле был самоучкой, но другие источники упоминают в качестве его учителя Альберта Кёйпа или Виллема ван де Велде Старшего. Ян ван де Капелле, возможно, работал в мастерской Симона де Влигера в Веспе (Северная Голландия) около 1650 года вместе с Хендриком Дуббельсом и Виллемом ван де Велде Младшим, писавшими картины совместно.
В 1653 году ван де Капелле женился на дочери каменщика, стал гражданином города и, возможно, вступил в «Братство художников», основанное в октябре в Футбоогдолене. Поскольку он не учился у мастера, ему отказали в принятии в Гильдию Святого Луки и, соответственно, в праве продавать свои картины на рынке.
В 1661 году Ян ван де Капелле купил дом с садом на улице Коэстраат и устроил там свою мастерскую. У Яна было семеро детей. В 1674 году он унаследовал от отца красильную мастерскую на реке Раамграхт, которая также обеспечивала работой его брата Франсуа и сыновей Луи и Яна. После смерти Яна в семье осталось шесть домов, прогулочная яхта, ферма около Ньюверслёйса, большое количество шёлковых тканей, пёстрая коллекция одежды, облигации, мешки с деньгами, а также около 192 картин и более 7000 рисунков.
В своих морских пейзажах Ян ван де Капелле часто изображал сцены при утреннем или вечернем свете на спокойном море или в широком лимане, но всегда с облаками. Меньшее значение имеют идиллии маленьких деревень и зимние пейзажи Яна ван де Капелле. Работы этого художника редки. Его лучшие произведения можно увидеть в Касселе, Копенгагене, Национальной галерее в Лондоне, а также во дворце Бельведер в Вене, Картинной галерее в Берлине и Рейксмюсеуме в Амстердаме.

## Коллекция Капелле
Ян ван де Капелле был коллекционером картин голландских художников. Его коллекция из 192 картин и более 7000 рисунков является одной из самых значительных. Девяносто из них находились в его доме, пять — в красильне на Раамграхт, остальные (98) были помечены как запасные. В собрании были представлены произведения Яна Ливенса, Рубенса, Адриана Брауэра, Хендрика Гольциуса, Паулюса Поттера, Адама Эльсхаймера, Дюрера, Давида Винкбонса, Ланге Пира, Гольбейна, Яна ван Норда, Якоба Пинаса, Яна Минсе Моленаера, Мартена ван Хемскерка, Антони ван Дейка, Франса Флориса, Филипса Конинка, Питера Ластмана, Якоба Йорданса и Питера Брейгеля Старшего. В собрании имелись семь картин Рембрандта и пять альбомов, содержащих более пятисот рисунков, которые Ян приобрёл на распродажах имения Рембрандта в 1656 и 1658 годах. Это была самая большая коллекция рисунков Рембрандта, когда-либо принадлежавшая одному коллекционеру.